# María Nomikoú
María Nomikoú (grec moderne : Μαρία Νομικού) est une joueuse grecque de volley-ball née le 30 mars 1993 à Maroússi, dans l'agglomération d'Athènes. Elle mesure 1,90 m et joue au poste d'attaquante. Elle totalise 47 sélections en équipe de Grèce (jusqu'en mai 2018)

## Clubs
| Club                             | De           | À            |
| -------------------------------- | ------------ | ------------ |
| Iraklis Kifisia                  | 2004-2005    | 2010-2011    |
| Asystel Volley Novare            | 2011-2012    | 2011-2012    |
| Asystel MC Carnaghi              | 2012-2013    | 2012-2013    |
| US ProVictoria                   | 2013-2014    | 2014-2015    |
| Panathinaikos Athènes            | 2015-2016    | 2015-2016    |
| Trentino Rosa                    | 2016-2017    | 2016-2017    |
| Pallavolo Mondovì                | jan 2017     | mai 2017     |
| Olympiakos Le Pirée              | 2017-2018    | 2018-2019    |
| AEK Athènes                      | 2019-2020    | 2019-2020    |
| Apollónios Keratsíni             | 2020-2021    | février 2021 |
| Olympiakos Le Pirée              | février 2021 | mai 2021     |
| Poste administratif à Apollónios | 2021-2022    | 2021-2022    |
| Amazónes Néa Erythraía           | 2022-2023    | 2023-2024    |
| Paniónios Néa Smýrni             | 2024-2025    | en cours     |

## Palmarès
- Challenge Cup
  - Vainqueur : 2018 (Olympiakos Le Pirée)
- Supercoupe d'Italie
  - Finaliste : 2012 (Asystel MC Carnaghi)
- Coupe d'Italie
  - Finaliste : 2013 (Asystel MC Carnaghi)
- Coupe de Grèce
  - Vainqueure : 2018, 2019 (Olympiakos Le Pirée)
- Championnat de Grèce
  - Vainqueur : 2018, 2019 (Olympiakos Le Pirée)